# Kramat Jati (Dżakarta Wschodnia)
Cakung – dzielnica Dżakarty Wschodniej. 

## Podział
W skład dzielnicy wchodzi siedem gmin (kelurahan):
- Kramat Jati – kod pocztowy 13510
- Batuampar – kod pocztowy 13520
- Balekambang – kod pocztowy 13530
- Kampung Tengah – kod pocztowy 13540
- Dukuh – kod pocztowy 13550
- Cawang – kod pocztowy 13630
- Cililitan – kod pocztowy 13640